# Treidlkofen
Treidlkofen ist ein Gemeindeteil der Gemeinde Bodenkirchen im niederbayerischen Landkreis Landshut.

## Geographie
Das Pfarrdorf liegt circa fünf Kilometer nordöstlich von Bodenkirchen und ist über die Kreisstraße LA 56 zu erreichen. 

## Baudenkmäler
- Katholische Pfarrkirche St. Ulrich